# 庄红军
庄红军（1950年11月—），浙江东阳人，中国人民解放军少将。
早年参加中国人民解放军。2002年，授中国人民解放军少将军衔。2006年，担任辽宁省军区政委。2007年1月至2009年8月，任中共辽宁省委常委、省军区政委。